# Hermanas Goggi
Hermanas Goggi est un duo musical composé des sœurs Loretta et Daniela Goggi, actif entre 1977 et 1981, et 2014 et 2015. Elles interprétaient des chansons Italo disco.

## Histoire
Alors que son contrat avec le producteur et manager Mauro Polito expire, Loretta Goggi forme son propre duo artistique avec sa sœur Daniela. Elles partent en tournée en Italie avec le concert Go and Go et un single de disco, Domani, qui connaît un grand succès. En 1978, les sœurs Goggi, Pippo Franco, Oreste Lionello et toute la troupe Bagaglino, dirigée par Antonello Falqui, produisent l'émission de variétés Il ribaltone diffusée sur Rete 1, dans laquelle elles interprètent le générique final Voglia. L'émission remporte le prix Rosa d'argento au festival de Montreux (Suisse) en tant que meilleure émission de télévision européenne de l'année et un disque homonyme est édité.
Plus tard, le duo Goggi reprend sa tournée dans le reste de l'Europe, sous le nom de Hermanas Goggi. En Espagne, ils sortent l'album Estoy bailando cantado en español (jamais publié en Italie) et le single Estoy bailando/Una locura,, une version espagnole de la chanson Sto ballando, précédemment enregistrée par Daniela seule (bien que les deux sœurs aient parfois joué ensemble dans la version italienne), écrite par Giancarlo Bigazzi, Totò Savio et Luis G. Escolar. La chanson connait un succès important et inattendu dans les pays ibériques et surtout en Espagne et en Amérique du Sud, où les sœurs Goggi avaient promu deux tournées Go and Go et Supergoggi, dans la période 1977-1980, à tel point qu'en 2009 le duo de drag queens Shimai enregistre une reprise dansée de la chanson, toujours considérée comme une chanson culte pour la communauté LGBT dans les pays hispanophones.
En 1980, après une troisième tournée dans les pays d'Amérique latine intitulée Supergoggi, le duo se dissout et les deux sœurs poursuivent leur carrière en solo.
Le 8 décembre 2014, elles sortent un album, remixé par Marco Lazzari et produit par Rolando D'Angeli, avec leurs plus grands succès dans une tonalité dance, intitulé Hermanas Goggi Remixed,,.

## Discographie

### Albums studio
- 1978 : Il ribaltone (CGD)
- 1979 : Estoy bailando cantado en español (Hispavox)
- 2014 : Hermanas Goggi Remixed (Don't Worry Records, Warner Music, Edel)

### Singles
- 1977 : Domani/Il professore (CGD)
- 1978 : Voglia/Sto ballando (CGD)
- 1979 : Estoy bailando/Una locura (Hispavox)
- 2014 : Estoy bailando Remix (Don't Worry Records)